# 1976 у хокеї з шайбою
Нижче наведені хокейні події 1976 року у всьому світі.

## Головні події
На зимових Олімпійських іграх у Інсбруку золоті нагороди здобула збірна СРСР.
На чемпіонаті світу в Катовиці золоті нагороди здобула збірна Чехословаччини (четвертий титул). 
Склад чемпіонів світу: воротарі — Голечек, Дзурілла; захисники — Махач, Поспішил, Бубла, Кайкл, Халупа, Дворжак, Каберле; нападники — Мартінець, Новий, Б. Штястний, Ї. Новак, Глінка, Голик, М. Штястний, П. Штястний, Поузар, Е. Новак, Черник. Тренери — Гут, Старший.
У першому розіграші кубка Канади перемогли господарі турніру, збірна Канади.
У фіналі кубка Стенлі «Монреаль Канадієнс» переміг «Філадельфію Флаєрс».
У четвертому сезоні Всесвітньої хокейної асоціації кубок АВКО здобув клуб «Вінніпег Джетс».

## Національні чемпіони
- Австрія: «Клагенфурт»

- Болгарія: «Левскі-Спартак» (Софія)
- Данія: КСФ (Копенгаген)
- Італія: «Гардена» (Сельва-ді-Валь-Гардена)
- Нідерланди: «Тілбург Трапперс»
- НДР: «Динамо» (Берлін)
- Норвегія: «Хасле-Лорен» (Осло)
- Польща: «Подгале» (Новий Тарг)
- Румунія: «Динамо» (Бухарест)
- СРСР: «Спартак» (Москва)
- Угорщина: «Ференцварош» (Будапешт)
- Фінляндія: ТПС (Турку)
- Франція: «Шамоні» (Шамоні-Мон-Блан)
- ФРН: «СК Берлін»
- Чехословаччина: СОНП (Кладно)
- Швейцарія: «Тайгерс» (Лангнау)
- Швеція: «Брюнес» (Євле)
- Югославія: «Олімпія» (Любляна)

## Переможці міжнародних турнірів
- Кубок європейських чемпіонів: ЦСКА (Москва, СРСР)
- Турнір газети «Известия»: збірна СРСР
- Кубок Шпенглера: збірна СРСР-2
- Кубок Ахерна: «Динамо» (Москва, СРСР)
- Кубок Татр: збірна Чехословаччини
- Турнір газети «Советский спорт»: ЦСКА (Москва), «Динамо» (Москва), «Динамо» (Рига)[1]